# Lochmorhynchus longiterebratus
Lochmorhynchus longiterebratus là một loài ruồi trong họ Asilidae. Lochmorhynchus longiterebratus được Macquart miêu tả năm 1850. Loài này phân bố ở vùng Tân nhiệt đới.